# Statue de la déesse Flore
Pour les articles homonymes, voir Flore (homonymie).
La statue de la déesse Flore est une sculpture allégorique en bronze de 1883, de la déesse de la mythologie gréco-romaine Flore (nymphe de la flore, des fleurs, des plantes, et déesse du printemps) du sculpteur Just Becquet, exposée place Flore à Besançon, dans le Doubs en Bourgogne-Franche-Comté.

## Historique
Cette statue allégorique du sculpteur Just Becquet (1829-1907, natif de Besançon, élève de François Rude, et également sculpteur pour la même ville, entre autres, des statues Allégorie de la ville de Besançon (1884) et de L’Apothéose de Victor Hugo (1902)) représente la nymphe-déesse gréco-romaine Flore, en souvenir des origines Séquanes gallo-romaine de Vesontio, de l'histoire de Besançon.

Fontaine Flore monumentale originelle
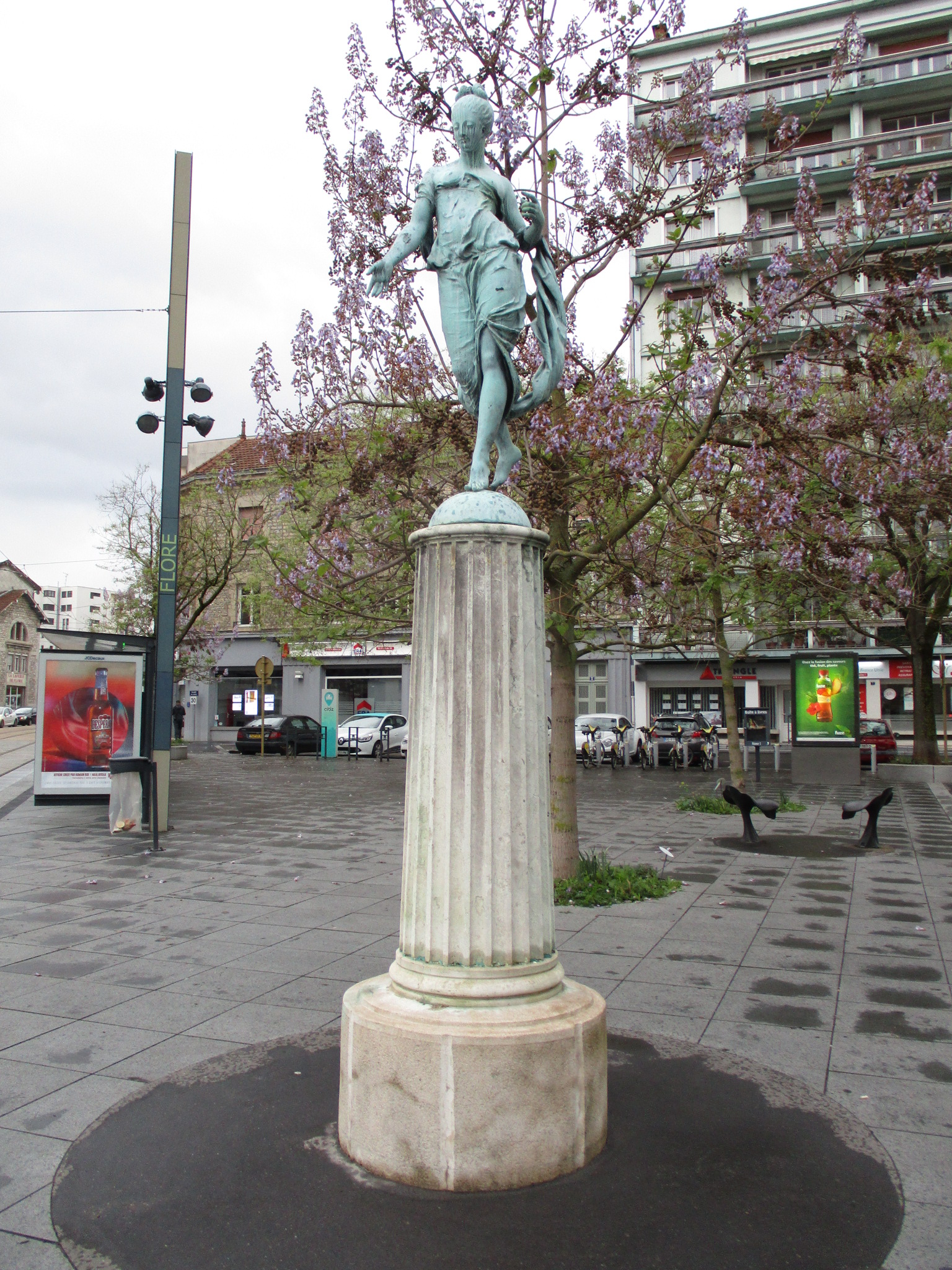
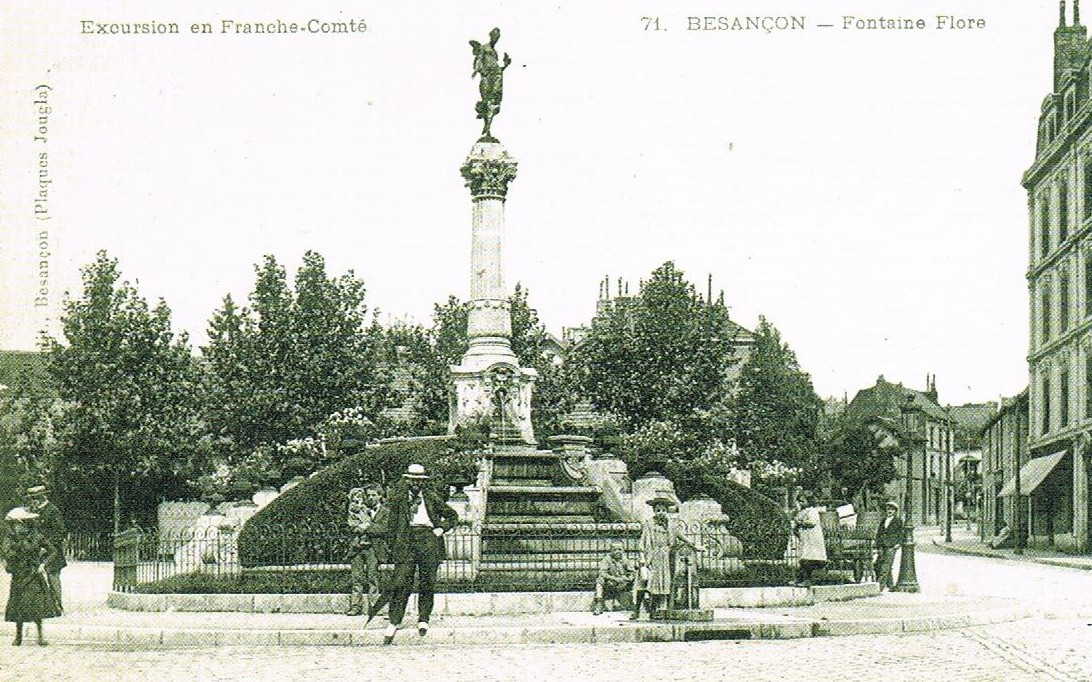
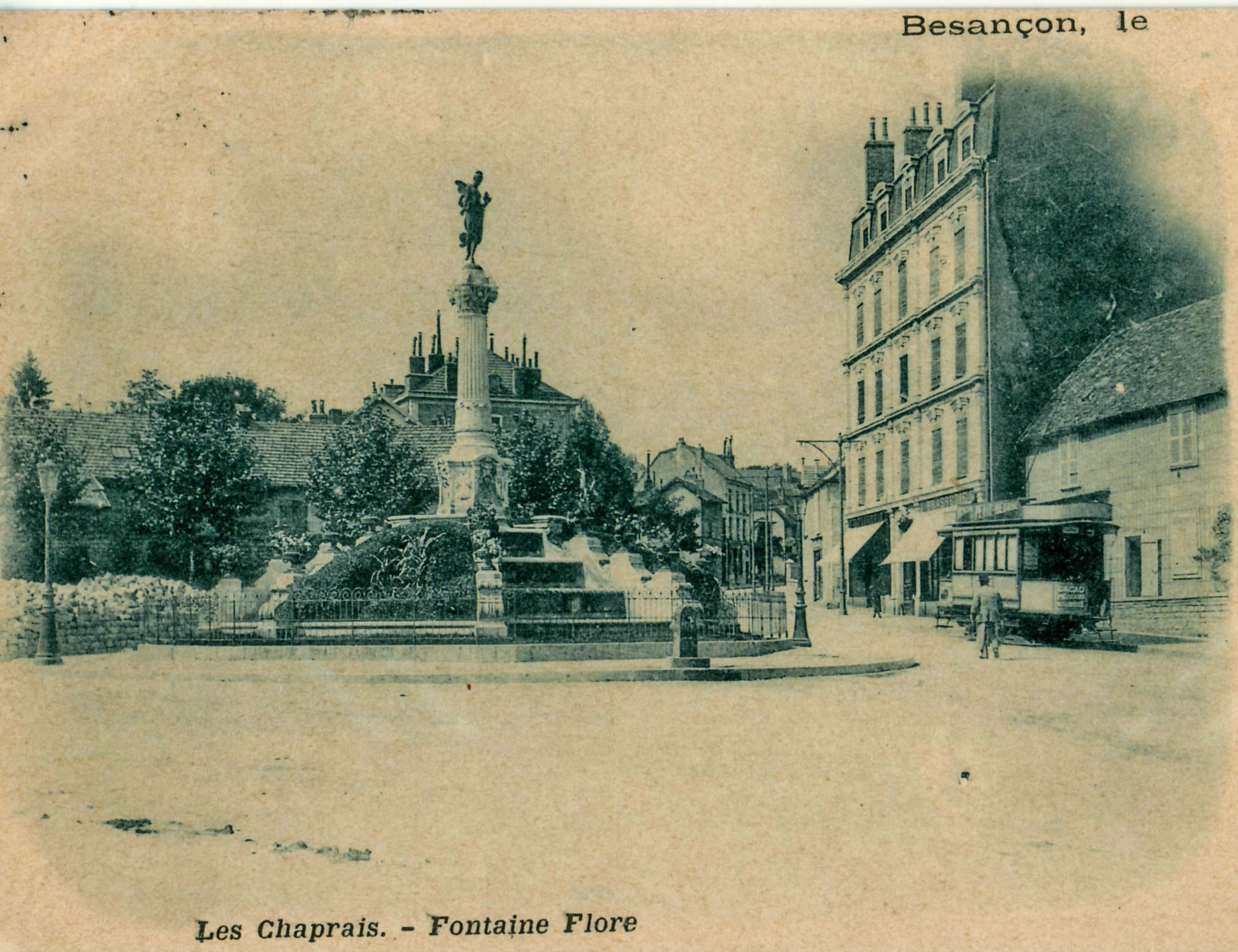

Elle est placée et inaugurée en 1884 au sommet d'une colonne corinthienne placée au centre d'une fontaine monumentale au centre de la place de la Cassotte (rebaptisée place Flore), du quartier des Chaprais. La statue fait approximativement  2 m de hauteur et pèse environ 400 kg ; elle est réalisée en 4 parties par la fonderie d'art Gruet,.
Durant l'Occupation, les œuvres d'art en métaux non ferreux sont déboulonnées en vue de la récupération du bronze. C'est le cas de Flore qui est remisée, fin 1941, à l'École des beaux-arts puis, probablement, transférée vers un chantier de démolition à Houdemont. Grâce aux démarches du maire, Henri Bugnet, la statue échappe finalement à la fonte et est réinstallée place Flore, approximativement au début de 1943.
La fontaine est déconstruite en 1950, à la suite de la réorganisation urbaine de la place, et la statue est alors déplacée place des Tilleuls, avant d'être replacée; en 1999,,, sur un piédestal, dans un angle de la place Flore.